# Lijst van voetbalinterlands Bangladesh - Bhutan
Deze lijst van voetbalinterlands is een overzicht van alle officiële voetbalinterlands tussen de nationale teams van Bangladesh en Bhutan. De landen hebben tot op heden veertien keer tegen elkaar gespeeld. De eerste ontmoeting, een groepswedstrijd tijdens de Zuid-Azië Cup 2003, was op 15 januari 2003 in Dhaka. Het laatste duel, een vriendschappelijke wedstrijd, vond plaats op 4 juni 2025 in de Bengaalse hoofdstad.

## Wedstrijden
| №  | Plaats     | Datum             | Competitie                 | Wedstrijd           | Uitslag |
| -- | ---------- | ----------------- | -------------------------- | ------------------- | ------- |
| 1  | Dhaka      | 15 januari 2003   | Zuid-Azië Cup 2003         | Bangladesh − Bhutan | 3 − 0   |
| 2  | Karachi    | 8 december 2005   | Zuid-Azië Cup 2005         | Bangladesh − Bhutan | 3 − 0   |
| 3  | Colombo    | 4 juni 2008       | Zuid-Azië Cup 2008         | Bangladesh − Bhutan | 1 − 1   |
| 4  | Dhaka      | 4 december 2009   | Zuid-Azië Cup 2009         | Bangladesh − Bhutan | 4 − 1   |
| 5  | Trivandrum | 28 december 2015  | Zuid-Azië Cup 2015         | Bhutan − Bangladesh | 0 − 3   |
| 6  | Dhaka      | 6 september 2016  | Azië Cup 2019 kwalificatie | Bangladesh − Bhutan | 0 − 0   |
| 7  | Thimphu    | 10 oktober 2016   | Azië Cup 2019 kwalificatie | Bhutan − Bangladesh | 3 − 1   |
| 8  | Dhaka      | 4 september 2018  | Zuid-Azië Cup 2018         | Bangladesh − Bhutan | 2 − 0   |
| 9  | Dhaka      | 29 september 2019 | Vriendschappelijk          | Bangladesh − Bhutan | 4 − 1   |
| 10 | Dhaka      | 3 oktober 2019    | Vriendschappelijk          | Bangladesh −Bhutan  | 2 − 0   |
| 11 | Bangalore  | 28 juni 2023      | Zuid-Azië Cup 2023         | Bhutan − Bangladesh | 1 − 3   |
| 12 | Thimphu    | 5 september 2024  | Vriendschappelijk          | Bhutan − Bangladesh | 0 − 1   |
| 13 | Thimphu    | 8 september 2024  | Vriendschappelijk          | Bhutan − Bangladesh | 1 − 0   |
| 14 | Dhaka      | 4 juni 2025       | Vriendschappelijk          | Bangladesh − Bhutan | 2 − 0   |

## Samenvatting
| Competitie            | Totaal gespeeld | Winst Bangladesh | Gelijk | Winst Bhutan | Doelsaldo Bangladesh – Bhutan |
| --------------------- | --------------- | ---------------- | ------ | ------------ | ----------------------------- |
| Azië Cup-kwalificatie | 2               | 0                | 1      | 1            | 1 − 3                         |
| Zuid-Azië Cup         | 7               | 6                | 1      | 0            | 19 − 3                        |
| Vriendschappelijk     | 5               | 4                | 0      | 1            | 9 − 2                         |
| Totaal                | 14              | 10               | 2      | 2            | 29 − 8                        |

Wedstrijden bepaald door strafschoppen worden, in lijn met de FIFA, als een gelijkspel gerekend.